# 음력 4월 25일
음력 4월 25일은 음력 4월의 25번째 날이다.

## 사건
- 1993년 - 서울특별시에서 한강 영화촬영 헬기 추락 사고 발생.

## 탄생
- 1963년 - 대한민국의 배우 한경선.
- 1981년
  - 대한민국의 한화 이글스의 야구 선수 마일영.
  - 대한민국의 전 아나운서 송지선.
  - 대한민국의 개그우먼 김형은.
- 2008년 - 대한민국의 배우 강지우.

## 사망
- 2006년 - 대한민국의 의학자, WHO 제6대 사무총장 이종욱.

## 같이 보기
- 음력 360일: 1월 2월 3월 4월 5월 6월 7월 8월 9월 10월 11월 12월
- 전날:4월 24일 다음날:4월 26일 - 전달:3월 25일 다음달:5월 25일
- 양력:4월 25일
- 음력, 윤달